# Psychotria myriantha
Psychotria myriantha är en måreväxtart som beskrevs av Johannes Müller Argoviensis. Psychotria myriantha ingår i släktet Psychotria och familjen måreväxter. Inga underarter finns listade i Catalogue of Life.